# وست‌ساید بوگی
آنتونی ترماین دیکسون (به انگلیسی: Anthony Tremaine Dixson) (متولد ۳۰ اوت ۱۹۸۹) ، معروف به وست‌ساید بوگی (به انگلیسی: Westside Boogie) یا بوگی، خواننده رپ و ترانه‌سرای آمریکایی است.